# 8306 Shoko
Shoko (asteróide 8306) é um asteróide da cintura principal, a 1,7486529 UA. Possui uma excentricidade de 0,2198749 e um período orbital de 1 225,75 dias (3,36 anos).
Shoko tem uma velocidade orbital média de 19,89404423 km/s e uma inclinação de 4,77518º.
Este asteróide foi descoberto em 24 de Fevereiro de 1995 por Akimasa Nakamura.